# ResearcherID
ResearcherID és un sistema d'identificació d'autors científics. Va ser introduït el gener de 2008 per Thomson Reuters.
Aquest sistema intenta solucionar el problema de la identificació d'autors. En la literatura científica, és comuna citar el nom, cognom i inicials dels autors d'un article. No obstant això, hi ha casos de diversos autors amb el mateix nom o les mateixes inicials, o de publicacions que cometen errors en introduir els noms, la qual cosa dona lloc a diverses grafies per a un mateix nom, o diferents autors amb una sola grafia.
A la pàgina web de ResearcherID, es demana als autors que enllacin el seu identificador als seus propis articles. D'aquesta manera, poden mantenir la seva llista de publicacions actualitzada i en línia. Així, és possible obtenir l'obra completa d'un autor, ja que no totes les publicacions estan indexades per Web of Science. Això té particular rellevància en el cas d'investigadors en camps que utilitzen predominantment articles de conferències revisades per experts (ciències de la computació) o que se centra en la publicació de llibres i capítols (humanitats i disciplines pertanyents a les ciències socials).
L'ús combinat de l'identificador d'objecte digital (DOI) amb el ResearcherID permet una associació única entre autors i articles científics. Pot utilitzar-se per vincular investigadors amb assajos registrats o per identificar a altres col·laboradors que treballin en el mateix camp.
ResearcherID ha estat criticat per ser comercial i propietari, encara que també ha estat elogiat com «una iniciativa que aborda el problema comú de la identificació errònia d'autors».
Thomson Reuters ha permès l'intercanvi de dades entre el seu sistema ResearcherID i ORCID.